# Viatcheslav Ekimov
Viatcheslav Vladimirovich Ekimov (em russo:  Вячеслав Владимирович Екимов; nascido em 4 de fevereiro de 1966) é um ex-ciclista profissional soviético e atual gerente de equipe Katusha.

## Carreira olímpica
Profissional de 1990 à 2006, foi campeão olímpico em 1988 na prova de perseguição e em equipes no ano de 2000.